# BICSI
Depois da quebra do monopólio da telefonia Norte Americana AT&T em 1984 nos Estados Unidos da América, a BICSI (Building Industry Consulting Service International) assumiu os serviços que a AT&T oferecia gratuitamente, de padronização de sistemas de transmissão de informações. Atualmente ela ajuda no desenvolvimento e projeto para Sistemas de Transporte de Informação (ITS) como o padrão de cabeamento estruturado ANSI/EIA/TIA 568B.
A matriz é localizada em Tampa, Flórida com filiais em aproximadamente cem países. 
Credenciamento:
- ITS Instalador 1
- ITS Instalador 2
- ITS Técnico
- Registered Communications Distribution Designer (RCDD)
- Network Transport Systems Specialist (NTS)
- Outside Plant Specialist (OSP)
- Especialista em Rede sem fio (WD)